# پلسکت ۲۹۰۵
سیارک ۲۹۰۵ (به انگلیسی: 2905 Plaskett، نامگذاری:1982BZ2) دو هزار و نهصد و پنجمین سیارک کشف شده‌است که در ۲۴ ژانویه ۱۹۸۲ کشف شد.
قدر مطلق سیارک برابر ۱۲٫۱۰ است.